# Farma Wiatrowa Bukowsko-Nowotaniec
Farma wiatrowa Bukowsko-Nowotaniec – zespół 9 turbin wiatrowych znajdujących się w okolicach miejscowości Bukowsko na Pogórzu Bukowskim w województwie podkarpackim. Elektrownia była budowana od wiosny 2009, zaczęła funkcjonować na wiosnę 2011 r. Znajduje się terenie wsi Bukowsko, 5 km od centrum wsi, na Górze Wyszylas (590 m n.p.m.) oraz wsi Nowotaniec, na znajdującym się po drugiej stronie doliny Sanoczka wzgórzu Przylasek (Pogórze Bukowskie)/Patryja Bukowicka (541 m n.p.m.). Powstała według projektu firmy Protel. Inwestorem jest m.in. spółka Bukowsko-Wind Energy, której właścicielem jest Martifer Renewables S.A. Portugalska firma Martifer Renewables S.A., należąca do grupy Martifer, razem z niemiecką firmą REpower AG jest wykonawcą inwestycji.
Powstało 9 turbin wiatrowych o mocy 2,05 MW każda (trzy w rejonie Patryji, sześć w okolicy Wższylasu i Dziadów).
Maszty wiatraków mają wysokość 80 metrów, zaś skrzydła mierzą 46 metrów. Do efektywnego napędzania turbin potrzebny jest wiatr o prędkości co najmniej 3 m/s. A do tego, aby inwestycja zwróciła się w przeciągu 10 lat – 6,5-7 m/s. Wiatraki nie zasilają bezpośrednio gminy Bukowsko – prąd  sprzedawany jest do zakładu energetycznego w Sanoku. Koszt jednej turbiny to około dwa miliony euro. 
W październiku 2011 roku IKEA Retail Sp. z o.o. nabyła farmę wiatrowe od grupy Martifer. Firma Martifer obecnie w imieniu firmy IKEA Retail Sp. z o.o. tę farmę nadzoruje i obsługuje. 

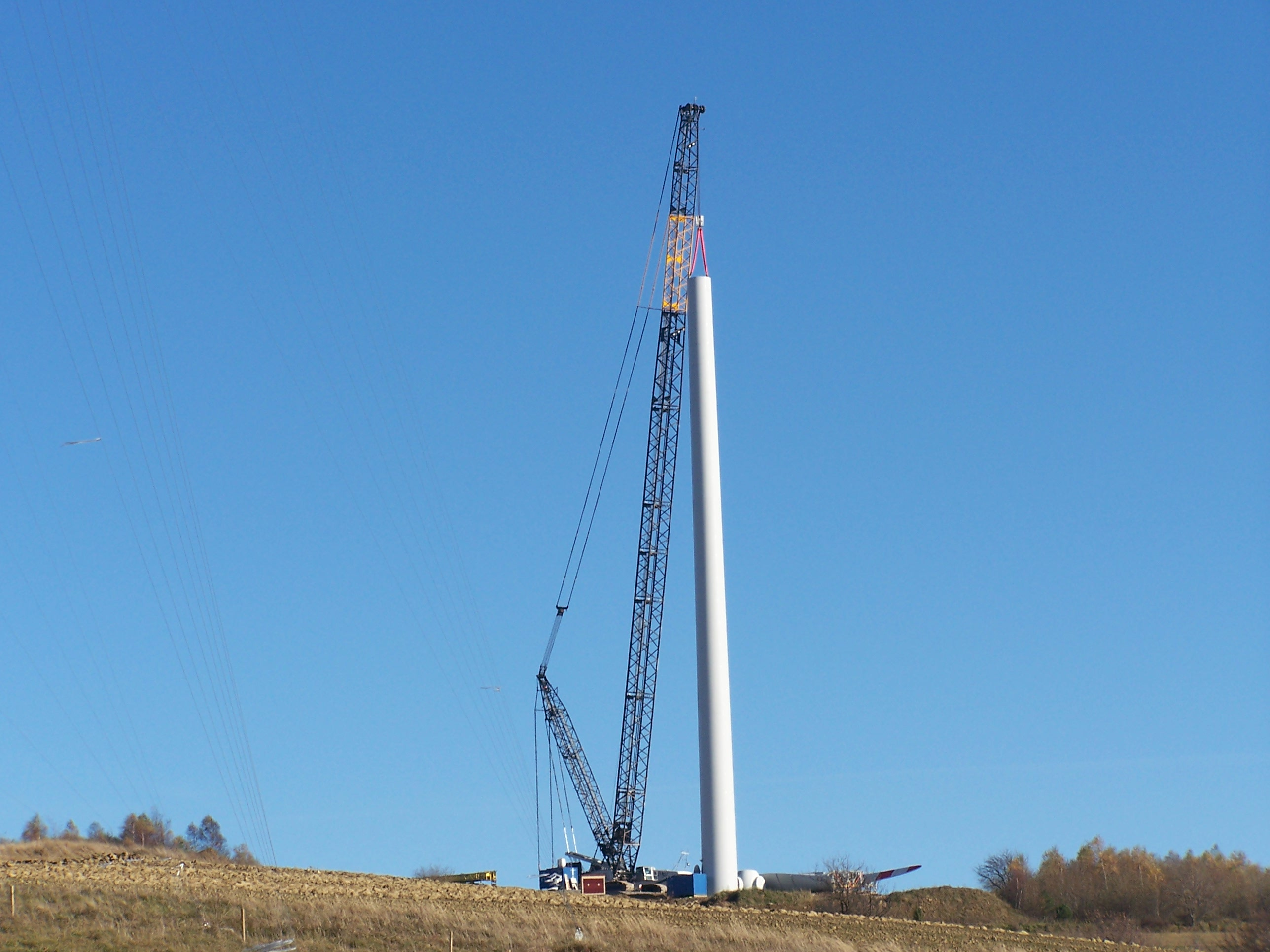
Farma wiatraków w budowie-Bukowsko. Stawianie masztu.

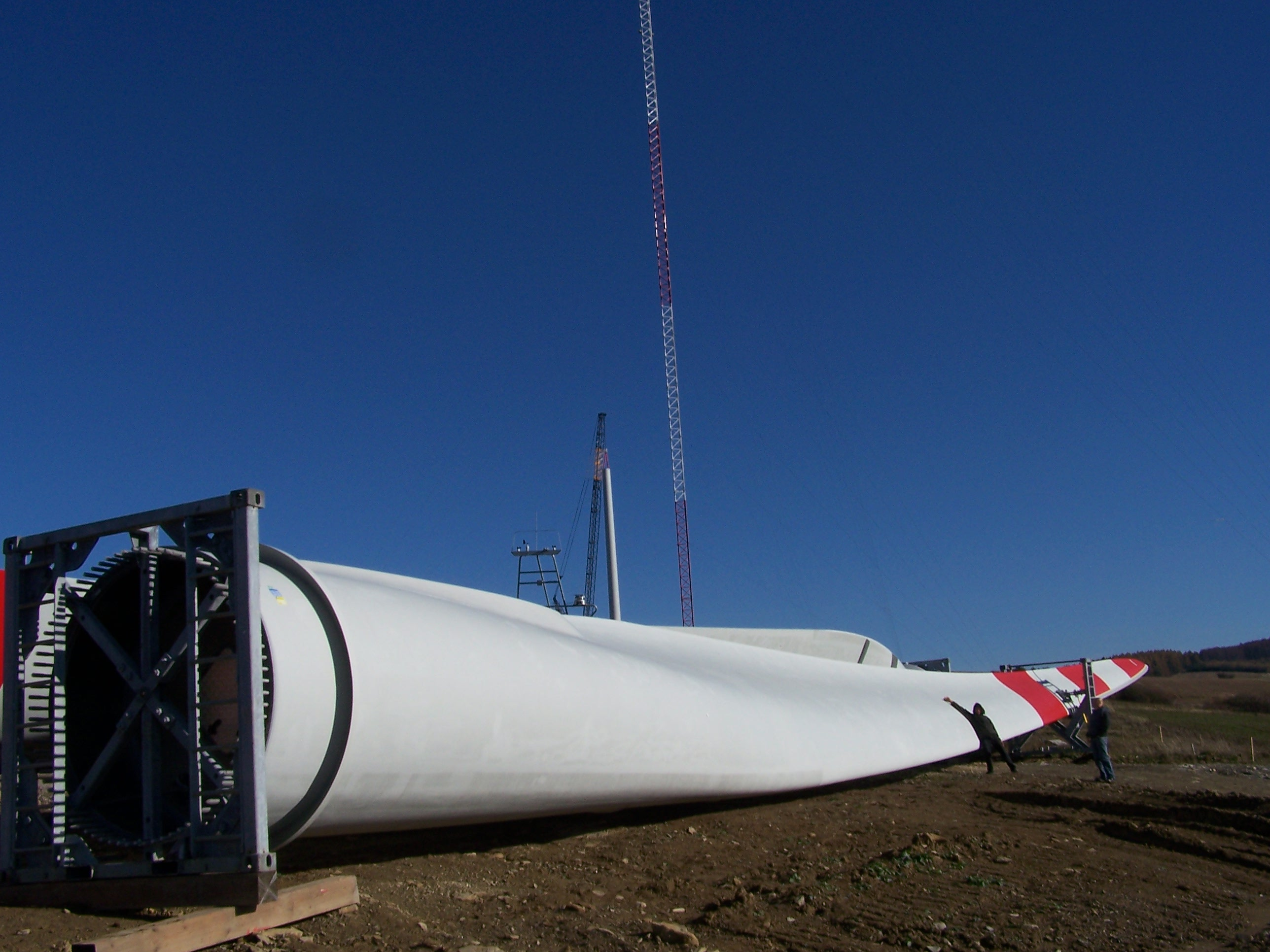
Farma wiatraków w budowie-Bukowsko. Skrzydła wiatraka przygotowane do montażu.